# Осс
Осс (нидерл. Oss) — город и община в нидерландской провинции Северный Брабант.
В общине есть три железнодорожные станции — Осс, Осс-Вэст и Равенстейн.

## Город Осс
Осс упоминается в письме Папы Александра II от 6 мая 1069 года. В 1399 году поселение получило статус города.
В современном Оссе расположено химическое и фармацевтическое производство, футбольный клуб Осс. Здесь родились певица C.C.Catch, футболист Руд ван Нистелрой, была основана группа The Gathering.

## Берхем
Берхем — небольшой город на запад от Осса с населением 6900 жителей.

## Меген
Меген — город с населением в 1686 жителей вблизи от реки Маас.

## Равенстейн
Равенстейн — город с населением в 3728 жителей, ранее, до 2003 года, бывший общиной.

## Известные уроженцы
- Ван Берген, Митчелл —  нидерландский футболист, нападающий.
- Ван дер Аа, Мишель — нидерландский композитор.
- Ван Хинтюм, Барт — нидерландский футболист.
- Ван де Гор, Бас — нидерландский волейболист.
- Краус, Альберт — нидерландский кикбоксер.
- Ван Нистелрой, Руд — нидерландский футболист.
- C. C. Catch — певица.